# گرازماهی بندری
گرازماهی بندری یکی از شش گونه گرازماهی در جهان است و از کوچک‌جثه‌ترین پستانداران دریایی به‌شمار می‌رود. همان گونه که از نامش بر می‌آید، این جانور در کنار خط کرانه‌ای و بندرگاه‌ها یافت می‌شود. این گرازماهی به درون رودخانه‌ها وارد می‌شود و گاه صدها کیلومتر دور از دریا دیده شده‌است.

## ویژگی‌ها
گرازماهی بندری اندکی ریزجثه‌تر از دیگر گرازماهی‌ها است. طول بدن بچه‌ها در هنگام تولد میان ۸۵–۶۷ سانتی‌متر است و وزنی کمتر از ۱۰ کیلوگرم دارند. طول گرازماهیان بالغ به ۱٫۴ تا ۱٫۹ متر می‌رسد. نرهای بالغ با داشتن وزن میانگینی برابر با ۶۱ کیلوگرم، وزن کمتری نسبت به ماده‌ها، با میانگین وزنی ۷۶ کیلوگرم، دارند. قطر بدن در زیر باله پشتی مثلثی‌شکل این گرازماهی، بیشترین مقدار خود را دارد. باله‌های کناری، پشتی، دم‌باله، پشت بدن به رنگ خاکستری تیره هستند. پهلوها به رنگ خاکستری روشن‌تر هستند. زیر بدن به رنگ سفید روشن است و به‌طور معمول خط‌های خاکستری رنگ در زیر بدن تا گلو وجود دارند.

## گستره و جمعیت
گرازماهی بندری در مناطق کرانه‌ای شمال اقیانوس اطلس و اقیانوس منجمد شمالی و شمال اقیانوس آرام و همچنین دریاهای مدیترانه و سیاه یافت می‌شود.
جمعیت جهانی این گونه ۷۰۰٫۰۰۰ عدد تخمین زده شده‌است.